# Instituto de Planejamento e Gestão de Cidades
Instituto de Planejamento e Gestão de Cidades (IPGC) é uma organização sem fins lucrativos brasileira, fundada em Divinópolis, Minas Gerais. Como Organização da Sociedade Civil (OSC), o IPGC se dedica a desenvolver soluções inovadoras e inteligentes para os desafios da administração pública, por meio de parcerias e prestação de serviços de assessoria e consultoria em áreas como infraestrutura, educação e saúde. Reconhecido pela estruturação e modelagem de projetos de Parcerias Público-Privadas (PPPs), o IPGC foi a primeira instituição nacional a modelar projetos de geração de energia solar para a administração pública. Sua equipe é composta por profissionais com formação multidisciplinar, o que lhe confere a capacidade de atuar com excelência tanto na área técnica quanto na política da gestão pública brasileira. 

## História
Fundado em 2008, o IPGC surgiu como Movimento Integral da Cidade (MovCidades) no município de Divinópolis, Minas Gerais, que tinha por finalidade discutir pautas públicas, sendo precedido pela pauta de saúde por meio do MovSaúde, que elaborou projetos e diagnósticos em relação a temática na região Centro Oeste do Estado de Minas Gerais.
A trajetória do IPGC começou enquanto Instituto, em 2017,, que desde então expandiu seu papel e seu escopo de atuação. Ainda em 2017, o Instituto mudou sua sede para Belo Horizonte e ampliou sua atuação para projetos de infraestrutura e de gestão pública em todo o país.
Na área de infraestrutura, o IPGC se destaca por estruturar e modelar projetos de Cidade Inteligente, que englobam soluções de iluminação pública, eficiência energética e autogeração de energia limpa para prédios e espaços públicos, além de infraestrutura de telecomunicações para os municípios. Além disso, atua na área de saneamento básico, que inclui o tratamento de água e esgoto , manejo de resíduos sólidos urbanos e limpeza urbana, além de serviços cemiteriais e funerários, centros de convenção e complexos administrativos, bem como uma variedade de projetos estruturais modernos pensados para atender às comunidades.
Na área de educação, o IPGC oferece soluções voltadas para a modernização e otimização educacional a partir de assessorias e consultorias voltadas para gestão de políticas públicas educacionais. Já na vertente de saúde, o IPGC atua com a modelagem e otimização de unidades de saúde em vista da operação de equipamentos de saúde, como hospitais e unidades de atendimento básico, além de prestar assessoria para a gestão de políticas públicas de saúde . Além disso, o Instituto também atua como Verificador Independente de contratos, assegurando a conformidade e transparência na execução dos projetos de concessão e PPPs. 

## Projetos
Dentre os projetos de Infraestrutura, destacam-se aqueles desenvolvidos por meio do Programa Brasil Inteligente, destinado à modernização das infraestruturas municipais e estaduais, com foco em energia renovável, telecomunicações e iluminação pública para entes públicos de todos os tipos.
No estado do Piauí, o IPGC estruturou a primeira PPP para a construção de miniusinas solares. Essas usinas estão operacionais e beneficiam aproximadamente 90 mil pessoas, resultando em uma redução de 23% nos custos e uma economia anual estimada em R$10 milhões. No Tocantins, o IPGC iniciou a estruturação de uma PPP com o objetivo de modificar a matriz energética dos prédios públicos estaduais, prevendo um investimento privado de cerca de R$157 milhões.
Em Minas Gerais, o município de Carmo do Cajuru implementou a primeira PPP de Cidade Inteligente do Brasil, que integra serviços de iluminação pública, telecomunicações e energia solar para prédios públicos. O projeto recebeu um investimento de cerca de R$17 milhões e resultou em uma redução anual de 191 toneladas na emissão de gases poluentes.
O município de Mogeiro, na Paraíba, está desenvolvendo sua primeira PPP de Cidade Inteligente, que inclui melhorias na iluminação pública, videomonitoramento e a instalação de uma usina solar fotovoltaica. Dores do Indaiá, em Minas Gerais, também integra o programa Brasil Inteligente, com a implementação de lâmpadas de LED, infraestrutura de telecomunicações e uma usina solar.
Angical do Piauí iniciou sua primeira PPP de Cidade Inteligente, focando na instalação de lâmpadas de LED e sistemas de videomonitoramento. Em Goiás, Goianésia tornou-se a primeira cidade do Centro-Oeste brasileiro a adotar uma PPP de energia solar, com a construção de uma usina para otimizar a produção energética e reduzir os custos para a prefeitura.
Barbacena, em Minas Gerais, está em fase de implantação de um projeto que inclui a instalação de lâmpadas de LED, sistemas de videomonitoramento e uma usina solar. Patos de Minas e Jaraguá também estão desenvolvendo suas respectivas PPPs, focando na construção de usinas solares e na modernização de serviços públicos.
O Instituto também participou em projetos de saneamento básico, como os estruturados para Upanema, no Rio Grande do Norte, e Barra do Garças, no Mato Grosso, que visam aprimorar a qualidade dos serviços de água, esgoto e manejo de resíduos sólidos urbanos. Cada projeto é desenvolvido a partir de um diagnóstico das demandas locais alinhado aos objetivos das comunidades atendidas.
O IPGC também atua na estruturação de projetos de Serviços Funerários e Cemiteriais. Dentre os projetos realizados, destaca-se o planejamento dos serviços funerários em Blumenau (SC) e em Jaraguá (GO), que incluiu a reestruturação da oferta de serviços, a ampliação e a modernização de instalações, além da implementação de modelos de gestão que garantem maior eficiência e sustentabilidade.
O município de Nova Serrana lançou uma Parceria Público-Privada (PPP) para implementar uma Cidade Inteligente, abrangendo a modernização da iluminação pública e a infraestrutura de telecomunicações. O projeto instalou 138 km de fibra óptica, 204 câmeras em 143 locais estratégicos e 38 pontos de Wi-Fi público, além de modernizar 15.220 pontos de iluminação com luminárias de LED, promovendo eficiência energética, economia e conectividade para a população.
Em 2020, a prefeitura de Ouro Preto celebrou uma Parceria Público-Privada que fez do município a primeira "Cidade Inteligente" histórica do Brasil. O projeto incluiu a instalação de lâmpadas de LED, reduzindo os custos de energia em cerca de 50% e a restauração dos tradicionais lampiões, preservados pela legislação de patrimônio histórico. Também foram implantadas redes de Wi-Fi gratuito em praças, distritos e pontos turísticos, além de uma rede de fibra óptica para melhorar a conexão nos prédios públicos.
A administração de Patos de Minas consolidou uma Parceria Público-Privada (PPP) para instalar uma usina solar fotovoltaica de 2,1 MW, visando atender à demanda energética dos prédios públicos e reduzir os gastos com energia. O projeto promove economia e sustentabilidade local, sendo o primeiro contrato desse tipo firmado pela prefeitura.
Quixeramobim firmou uma Parceria Público-Privada (PPP) para instalar uma usina solar fotovoltaica, tornando-se a primeira cidade do Nordeste a viabilizar um projeto de energia solar nesse modelo. O objetivo é atender à demanda energética dos prédios públicos, reduzir custos e promover sustentabilidade, marcando um avanço significativo para a administração municipal.
Serro lançou uma Parceria Público-Privada (PPP) para implementar uma Cidade Inteligente que inclui a modernização do parque de iluminação pública e a instalação de uma infraestrutura avançada de telecomunicações. O projeto fornece fibra óptica para prédios públicos e oferece pontos de Wi-Fi gratuitos para a população.
Uberaba também estabeleceu uma Parceria Público-Privada (PPP) para instalar uma usina solar fotovoltaica, visando atender à demanda energética dos prédios públicos e reduzir gastos com energia, tornando-se a primeira cidade do Brasil a viabilizar uma PPP de energia fotovoltaica. O projeto promove economia e sustentabilidade, marcando um avanço importante para a administração municipal.

## Credenciais
O Instituto de Planejamento e Gestão de Cidades (IPGC) possui inúmeras credenciais que atestam sua competência e sua relevância na estruturação de projetos inovadores e inteligência para as cidades. O impacto transformador de suas iniciativas é frequentemente reconhecido por veículos de comunicação de renome nacional, além de ser evidenciado por diversos Atestados de Capacidade Técnica. As publicações na mídia destacam a confiança e o reconhecimento da sociedade no trabalho desenvolvido pelo IPGC, reforçando a instituição como referência em desenvolvimento, planejamento, inovação e inteligência urbana.

#### Líder Nacional em Iluminação Pública

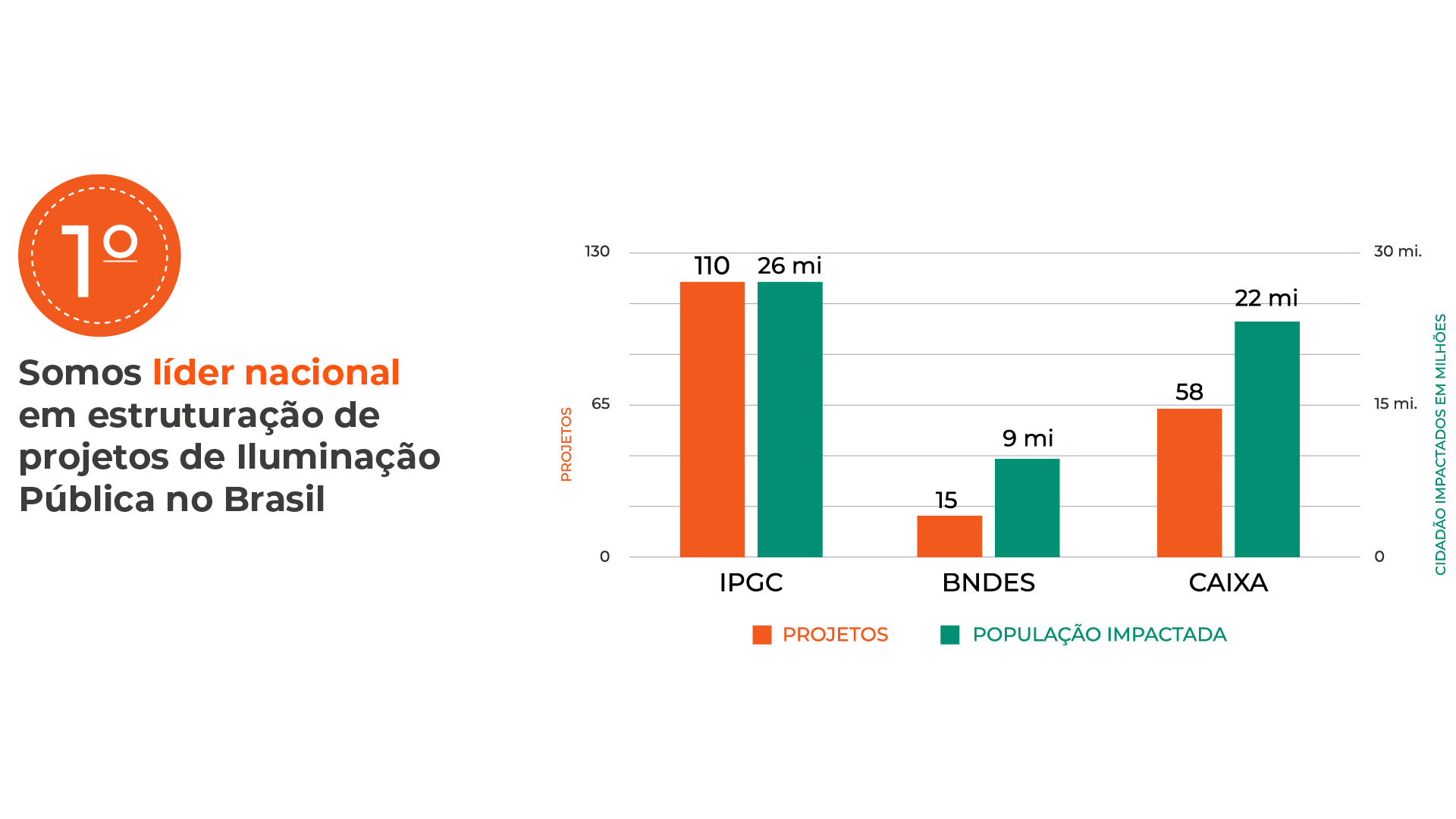
Panorama da Participação Privada na Iluminação Pública de 2023, da Associação Brasileira das Concessionárias de Iluminação Pública (ABCIP).

O IPGC é líder na estruturação de PPPs de Iluminação Pública no Brasil. Segundo o Panorama da Participação Privada na Iluminação Pública da ABCIP (2023), aproximadamente 13% dos contratos vigentes até fevereiro de 2023 foram modelados pelo Instituto. 

## ONU e ODS
O IPGC dedica-se a implementar os Objetivos de Desenvolvimento Sustentável (ODS) em projetos de PPPs de Cidades Inteligentes, abrangendo os seguintes objetivos: 7 - Energia Limpa e Acessível; 8 - Trabalho Decente e Crescimento Econômico; 9 - Indústria, Inovação e Infraestrutura; 11 - Cidades e Comunidades Sustentáveis; 12 - Consumo e Produção Responsáveis; 13 - Ação Contra a Mudança Global do Clima; 17 - Parcerias e Meios de Implementação. Ao alinhar suas ações com os ODS e integrar os princípios ESG (Ambiental, Social e Governança), o IPGC busca construir um futuro mais responsável e inovador para todos. Os projetos do IPGC são internacionalmente reconhecidos pela ONU, por meio dos ODS, por sua eficiência e impacto positivo, contribuindo para um futuro mais sustentável.

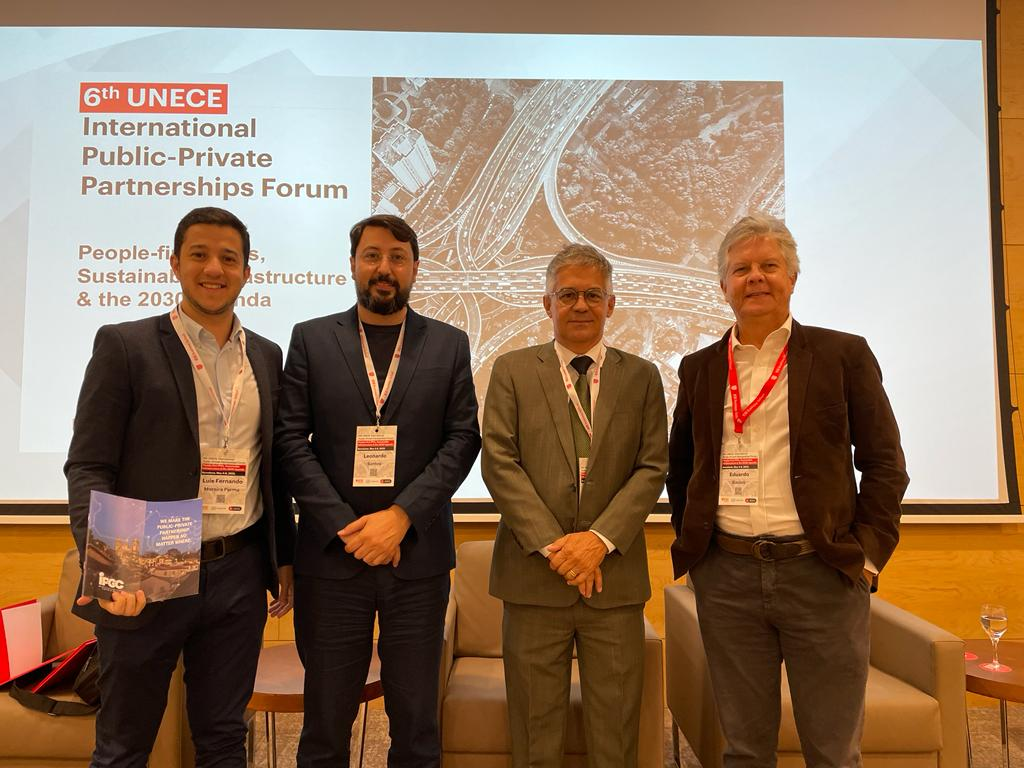
IPGC no 6º Fórum Internacional de PPPs da Comissão Econômica das Nações Unidas para a Europa (UNECE), na Espanha.

O modelo da PPP de Cidade Inteligente, concebido pelo IPGC, foi um dos destaques do 6º Fórum Internacional de Parcerias Público-Privadas da Comissão Econômica das Nações Unidas para a Europa (UNECE), que aconteceu em 2022, em Barcelona (Espanha). O evento, promovido pela ONU, reuniu programas de parceria entre o setor público e a iniciativa privada alinhados com a lógica "People First" (pessoas primeiro), que consiste na implementação de projetos de infraestrutura sustentáveis responsáveis por gerar impactos positivos para as pessoas e para o planeta. A proposta integra o Programa Brasil Inteligente e foi implantada pelo Instituto de forma pioneira na cidade mineira de Carmo do Cajuru. Com 100% dos serviços implantados, a PPP de Cidade Inteligente do município é referência no setor de infraestrutura urbana, unindo três serviços em uma só concessão, algo inédito no país até então. Estima-se que ao longo desse contrato o município economize R$ 21 milhões e reduza 191 toneladas anuais na emissão de gases poluentes.

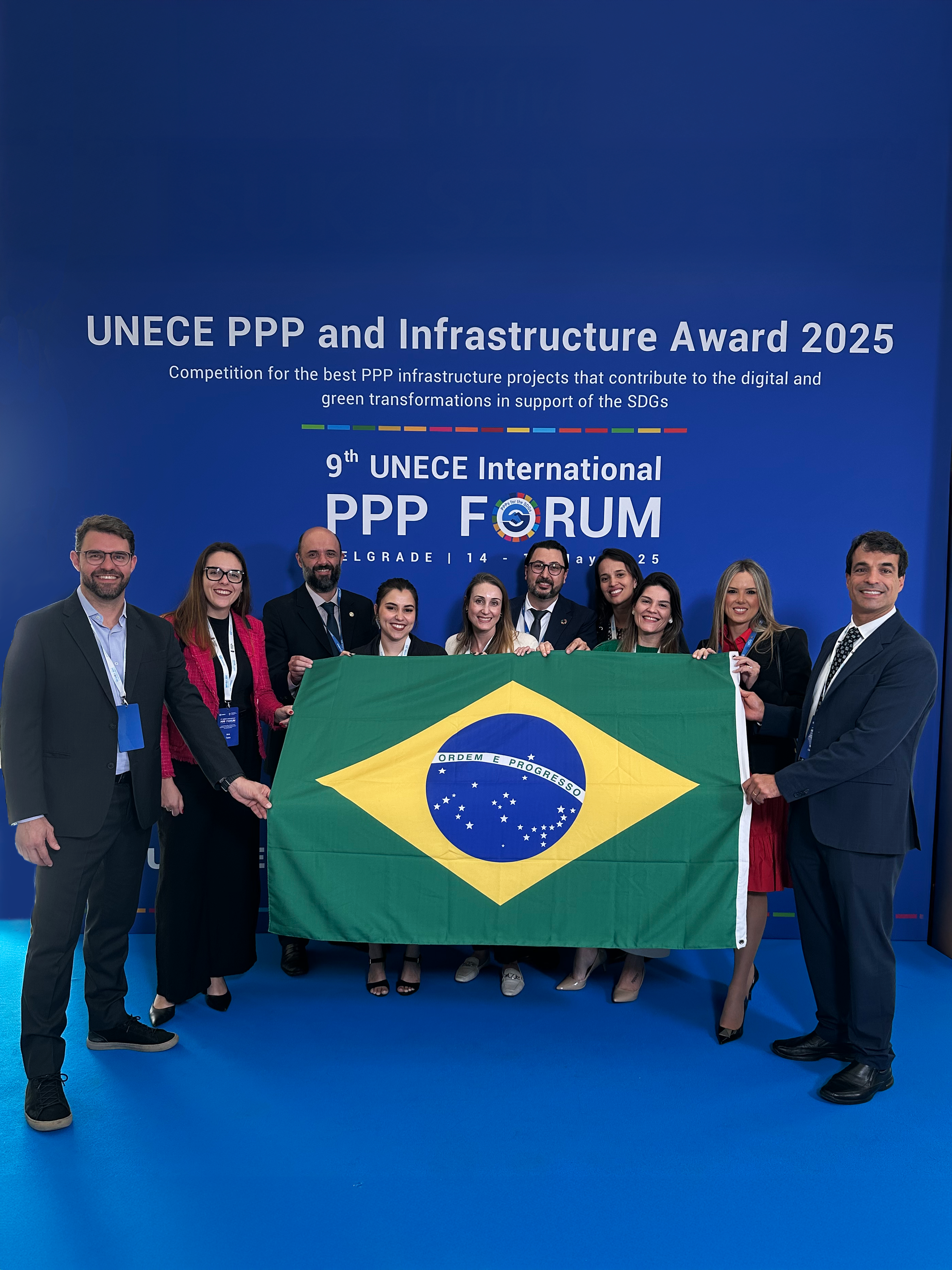
IPGC no 9º Fórum Internacional de PPPs da Comissão Econômica das Nações Unidas para a Europa (UNECE), na Sérvia.

Em maio de 2023, o IPGC esteve presente no 7º Fórum Internacional de PPPs da Comissão Econômica das Nações Unidas para a Europa, onde apresentou o projeto das miniusinas solares, estruturado para o Governo do Piauí. O projeto foi implantado com o objetivo de suprir a demanda energética dos prédios públicos do Estado. As usinas de captação solar foram instaladas nas cidades de Caraúbas, Cabeceiras do Piauí, Curralinhos, Barras e Canto do Buriti. 
No ano de 2024, o IPGC participou do 8º Fórum Internacional de Parcerias Público-Privadas da UNECE, realizado em Istambul (Turquia) em maio, a convite da ONU. Dentre os projetos apresentados pelo IPGC e reconhecidos pela ONU estão as PPPs de Cidade Inteligente desenvolvidas para as capitais Maceió (AL) e Goiânia (GO), além da PPP de Saneamento Básico para o município de Upanema, no sertão do Rio Grande do Norte.
Em 2025, pelo quarto ano consecutivo, durante o 9° Fórum Internacional de Parcerias Público-Privadas (PPP) da UNECE - Comissão Económica das Nações Unidas para a Europa, realizado em Belgrado, na Sérvia, o IPGC foi reconhecido internacionalmente pela excelência na estruturação de projetos voltados ao desenvolvimento urbano sustentável. Em 2025, o IPGC foi a única organização brasileira reconhecida pelo Fórum. 
O Instituto apresentou quatro importantes iniciativas: os projetos de Cidades Inteligentes dos municípios de Brusque (SC), Garopaba (SC) e Goiânia (GO), além do projeto de um Complexo Administrativo na cidade de Maceió (AL).

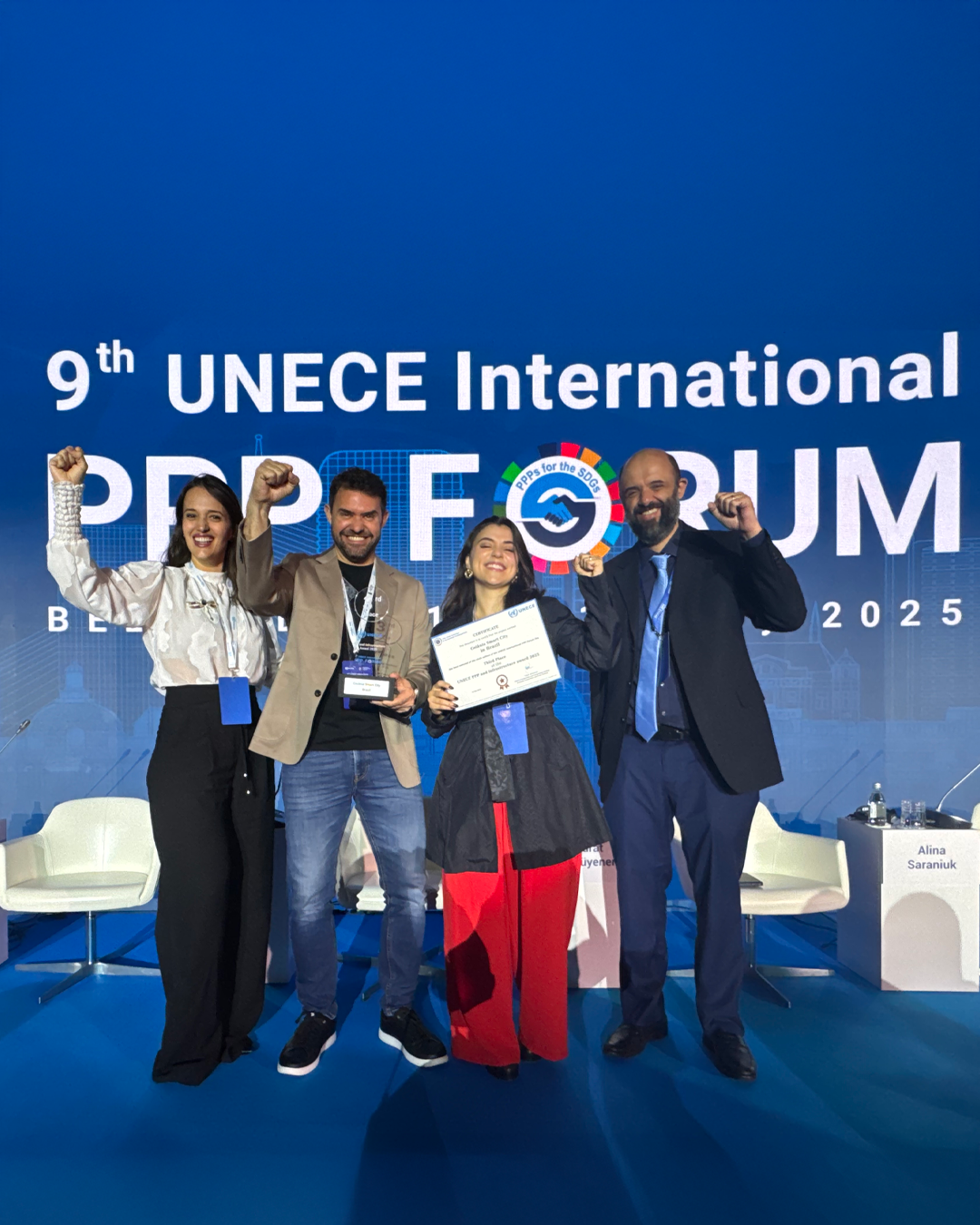
IPGC recebendo o prêmio de 3° lugar entre as PPPs globais pelo projeto de Cidade Inteligente de Goiânia/GO.

Dentre eles, o projeto de Cidade Inteligente de Goiânia foi um dos cinco selecionados mundialmente para concorrer ao prêmio de melhor PPP do mundo, destacando-se por sua inovação, impacto social e modelo de governança. O projeto conquistou o terceiro lugar na premiação global, ficando atrás apenas de iniciativas do Senegal e da própria Sérvia, que ocuparam, respectivamente, o primeiro e segundo lugares.

## Parceiros
O IPGC tem construído, ao longo dos anos, uma ampla rede de parceiros que envolve diversas esferas do poder público e da iniciativa privada. A atuação do Instituto ocorre de maneira articulada com órgãos federais: Ministério da Integração e do Desenvolvimento Regional do Governo Federal; Ministério das Cidades do Governo Federal; B3; APM - Associação Paulista de Municípios; ABDIB; e  SEBRAE; com órgãos estaduais: BANDES - Banco do Desenvolvimento do Espírito Santo; BRDE - Banco Regional de Desenvolvimento do Extremo Sul; Tocantins Parcerias; Governo do Estado do Amazonas; Governo do Estado do Maranhão; Governo do Estado de Tocantins; Governo do Estado do Piauí; Governo do Estado do Espírito Santo; e Governo do Estado de Goiás; com órgãos regionais: CIDASSP - Consórcio Intermunicipal de Desenvolvimento Sustentável; CIESP - Consórcio Intermunicipal de Especialidades; FECAM - Federação de Consórcios, Associações e Municípios de Santa Catarina; FGM - Federação Goiana de Municípios; e com órgãos municipais: Prefeitura de São José; Prefeitura de Ananindeua; Prefeitura de Santana; Prefeitura de Cariacica; Prefeitura de São José dos Campos; Prefeitura de Garopaba; Prefeitura de Palhoça; Prefeitura de Uberlândia; Prefeitura de Uberaba; Prefeitura de Patos de Minas; Prefeitura de Barretos; Prefeitura de Carmo do Cajuru; Prefeitura de Paracatu; Prefeitura de Goiânia. A diversidade de parcerias permite ao IPGC atuar em múltiplos níveis e setores, conectando diferentes frentes para a realização de projetos que visam melhorar a gestão pública e promover o desenvolvimento urbano.